# Pierre Kwemo
Pierre Kwemo est un homme politique camerounais, président de l'Union des mouvements socialistes (UMS), et député du département du Haut-Nkam de la province de l'Ouest du Cameroun. Il est aussi promoteur sportif et opérateur économique.

## Biographie

### Carrière

#### Politique

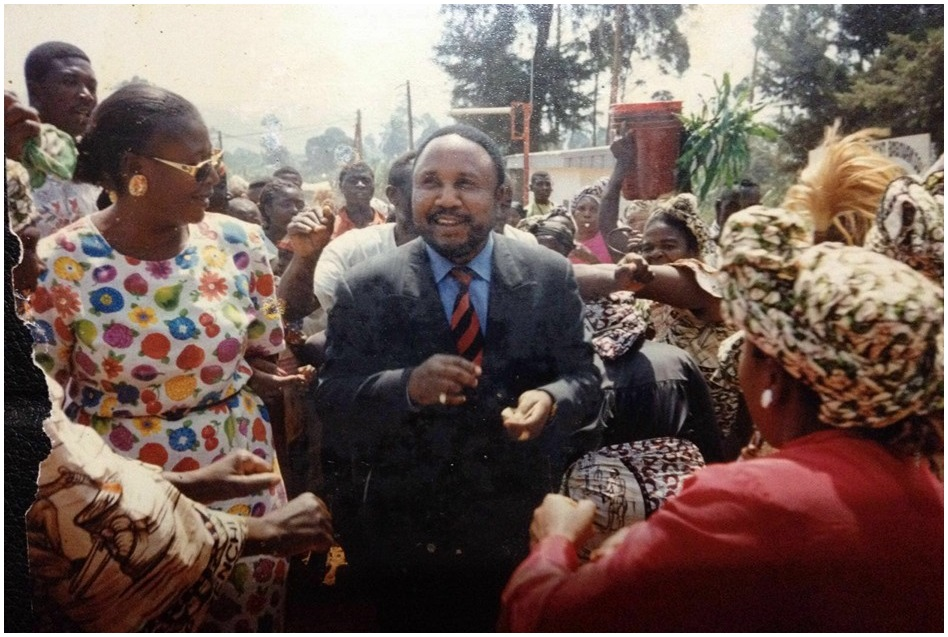

Il commence sa carriere politique comme membre du Social Democratic Front (SDF) donc il deviendra un des députés après avoir gagné les élections législatives de l'année 1997 (la 6ieme législature) dans le Département du Haut-Nkam, Province de l'Ouest Cameroun.
Après avoir servi deux mandats comme Député SDF du Haut-Nkam, dont l'un comme vice-président de l'Assemblee Nationale du Cameroun, chargé de la Commission des Finances, Pierre Kwemo quittera le SDF en 2010 pour poursuivre une carrière politique indépendante.

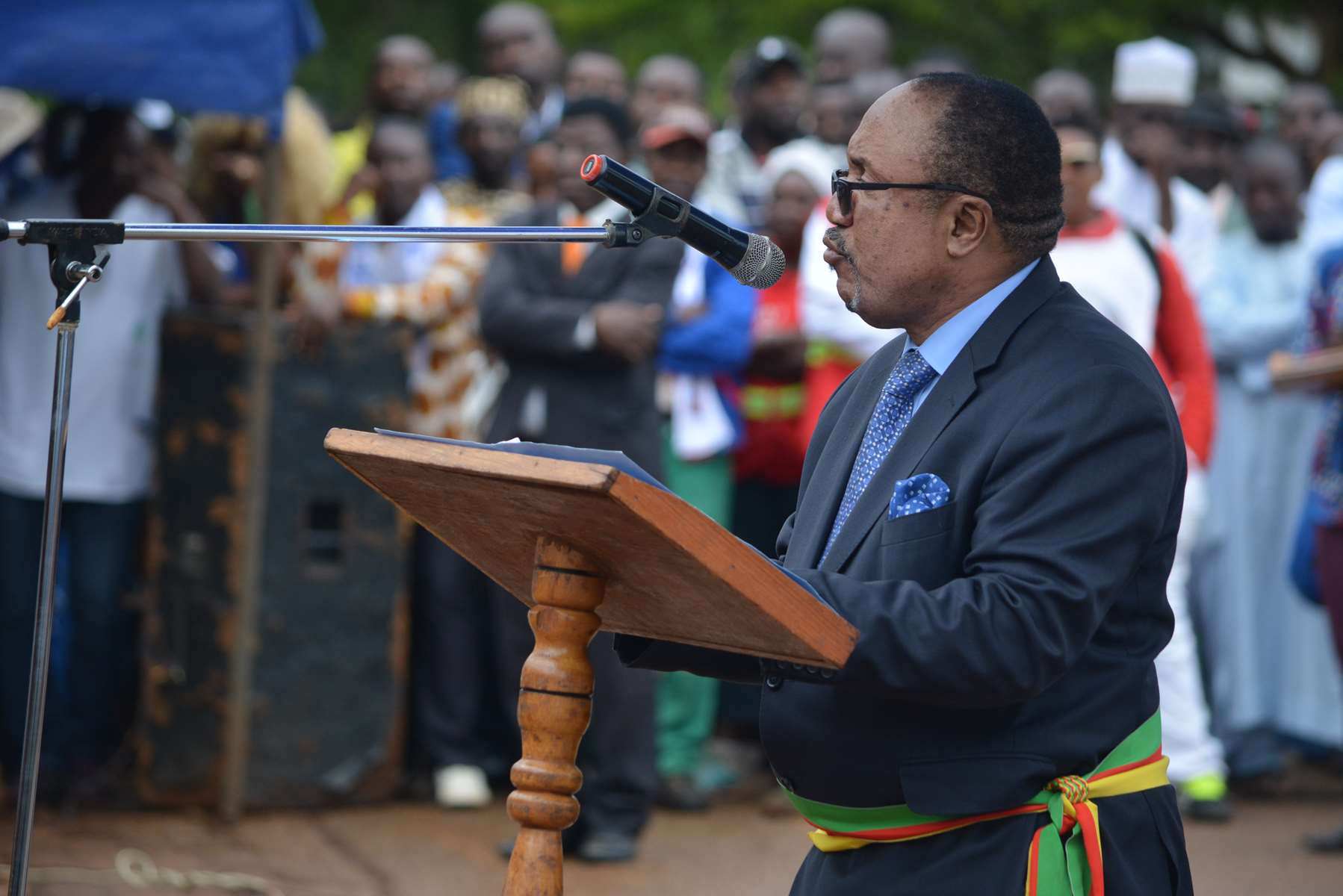

En 2011 Pierre Kwemo crée l'Union des mouvements socialistes - UMS , un nouveau parti politique qui va gagner du terrain politique dans le Département du Haut-Nkam et dont il se fera élire maire de Bafang en 2013, prenant les reines d'une commune longtemps contrôlée par le parti politique au pouvoir le Rassemblement Démocratique du Peuple Camerounais (RDPC).

#### Promoteur sportif
Il crée l'UMS à Loum, un club de football du championnat d'élite au Cameroun.

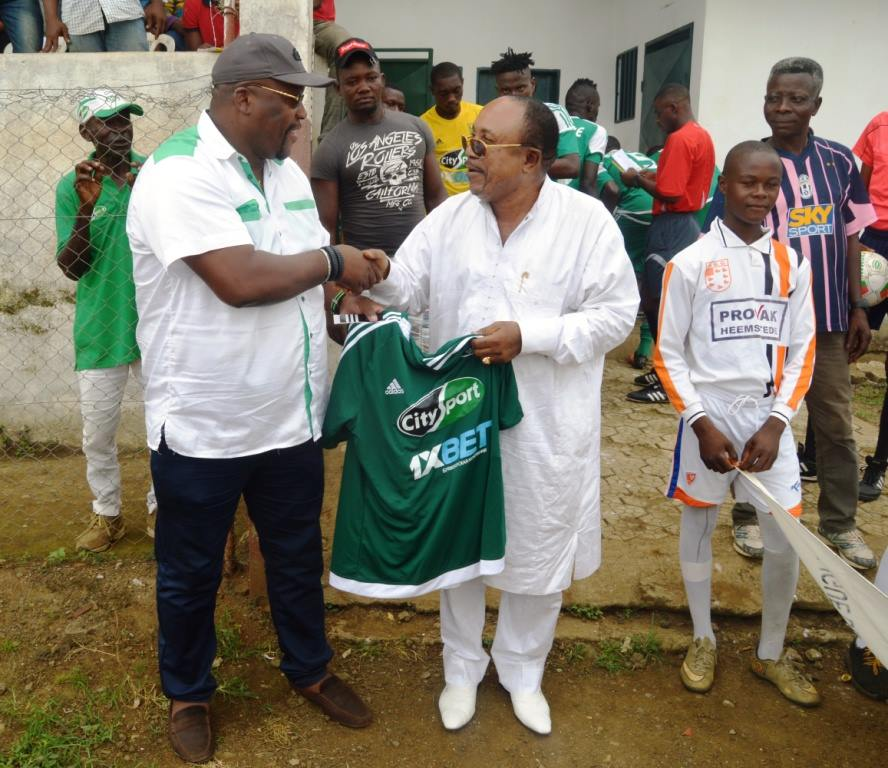

### Polémique foncière
En Janvier 2019, Pierre Kwemo est mis en cause et incarcéré au SED (Secrétariat d'Etat à la Défense) puis à Kondengui dans une affaire foncière à Yaoundé,. Il est mis en liberté sous caution (3000 €) le 12 février 2019.